# Ottavio
Ottavio ist ein italienischer männlicher Vorname.

## Herkunft und Bedeutung
Ottavio ist die italienische Form des römischen Familiennamens Octavius, abgeleitet vom lateinischen octavus mit der Bedeutung „der achte“. Die spanische Form des Namens ist Octavio, die portugiesische Form Octávio.

## Namensträger
- Ottavio Acquaviva d’Aragona (1560–1612), Kardinal der römisch-katholischen Kirche
- Ottavio Alessi (1919–1978), italienischer Filmschaffender
- Ottavio Barbieri (1899–1949), italienischer Fußballspieler und -trainer
- Ottavio Bianchi (* 1943), italienischer Fußballspieler und -trainer
- Ottavio Bottecchia (1894–1927), italienischer Radrennfahrer
- Ottavio Bugatti (1928–2016), italienischer Fußballspieler
- Ottavio Cagiano de Azevedo (1845–1927), Kurienkardinal der römisch-katholischen Kirche.
- Ottavio Farnese (1524–1586), Herzog von Parma
- Ottavio Garaventa (1934–2014), italienischer Opernsänger
- Ottavio Missoni (1921–2013), italienischer Modedesigner
- Ottavio Rinuccini (1563–1621), italienischer Dichter und Librettist
- Ottavio Vitale (* 1959), italienischer Ordenspriester und Bischof